# Mazur–Ulams sats
Inom funktionalanalys, en del av matematiken. är Mazur–Ulams sats, uppkallad efter Stanisław Mazur och Stanisław Ulam, en sats som säger att om {\displaystyle V} och {\displaystyle W} är normerade rum över R och om
{\displaystyle f\colon V\to W}
är en surjektiv isometri, då är {\displaystyle f} affin.